# Galaktičko središte
Galaktičko središte je središte mase Kumove slame. Nalazi se u zviježđu Strijelcu, gdje je najgušći vidljivi pojas Kumove slame. Galaktičko središte sadrži najbližu nam poznatu supermasivnu crnu jamu i pokazuje neuobičajene astronomske fenomene. Galaktički koordinatni sustav ovdje ima početnu točku za računanje galaktičke dužine (α = 17h 42,4min i δ = −28,92°). Položaj je odredio Međunarodni astronomski savez (IAU) 1958. Rektascenzija i deklinacija galaktičkoga središta za epohu J2000,0 su α = 17 h 45,6 min, δ = –28°56,3′ (u zviježđu Strijelcu). Postoje nepoklapanja zbog povijesnih razloga.
Promjer središta je oko 1000 parseka. Svojstva mu se oštro razlikuju od osobina drugih djelova galaktike. Slikovito govoreći, galaktičko je središte svemirski "laboratorij", u kojem se sad zbivaju zvjezdotvorni procesi u kojem se nalazi jezgra, u kojem je nekad davno počela kondenziranje našeg zvjezdanog sustava.
Sa Zemlje gledano prema galaktičkom središtu, u zviježđu Kočijašu nalazi se regija galaktičkog diska s najmanjom za promatrati zvjezdanom gustoćom - galaktičko protusredište.

## Vanjske poveznice
- (rus.) Mrežni žurnal Астрономическая Картинка Дня Путешествие в центр Галактики
- (rus.) Mrežni žurnal Астрономическая Картинка Дня В центре Млечного Пути
- (rus.) Mrežni žurnal Астрономическая Картинка Дня Звездный пейзаж в центре Галактики